# Pseudoleskea rupestris
Pseudoleskea rupestris là một loài Rêu trong họ Leskeaceae. Loài này được (Berggr.) Kindb. mô tả khoa học đầu tiên năm 1883.